# Honeypot
 (mars 2019).
Si vous disposez d'ouvrages ou d'articles de référence ou si vous connaissez des sites web de qualité traitant du thème abordé ici, merci de compléter l'article en donnant les références utiles à sa vérifiabilité et en les liant à la section « Notes et références ».

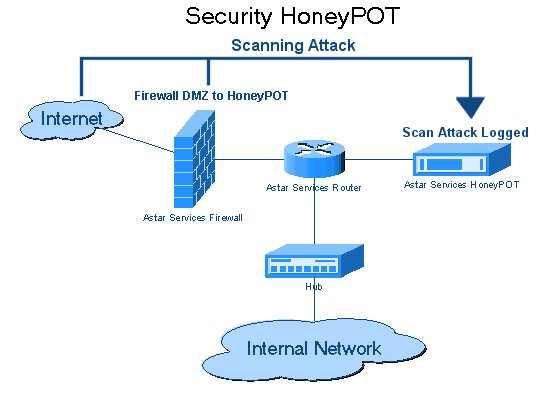
Schéma de principe d'un honeypot.

Dans le jargon de la sécurité informatique, un honeypot (en français, au sens propre « pot de miel », et au sens figuré « leurre ») est une méthode de défense active qui consiste à attirer, sur des ressources (serveur, programme, service), des adversaires déclarés ou potentiels afin de les identifier et éventuellement de les neutraliser.
Le terme désigne à l'origine des dispositifs informatiques spécialement conçus pour susciter des attaques informatiques. Son usage s'est étendu à des techniques relevant de l'ingénierie sociale et du renseignement humain,,.

## Principes de fonctionnement
Le but de ce leurre est de faire croire à l'intrus qu'il peut prendre le contrôle d'une véritable machine de production, ce qui va permettre à l'administrateur d'observer les moyens de compromission des attaquants, de se prémunir contre de nouvelles attaques et lui laisser ainsi plus de temps pour réagir.
Une utilisation correcte d’un pot de miel repose essentiellement sur la résolution et la mise en parallèle de trois problématiques :
- la surveillance ;
- la collecte d'information ;
- l'analyse d'information.

### Surveillance
Il faut partir du principe que toute information circulant sur le réseau à destination ou non du pot de miel est importante. De ce fait, la surveillance doit absolument être constante et doit porter aussi bien au niveau local qu’au niveau distant. Cette surveillance de tous les instants repose sur :
- l'analyse du trafic réseau ;
- l'analyse pré compromission ;
- la journalisation des événements.

### Collecte d'informations
La collecte d’informations est possible grâce à des outils appelés renifleurs qui étudient les paquets présents sur le réseau et stockent les événements dans des bases de données. On peut également collecter des informations brutes grâce à des analyseurs de trames.

### Analyse d'informations
C'est grâce à l'analyse des informations recueillies que l'on va pouvoir découvrir les défaillances du réseau à protéger et les motivations des attaquants.

## Différents types de pot de miel
On compte deux types de pots de miel qui ont des buts et des fonctionnalités bien distincts :
- les pots de miel à faible interaction ;
- les pots de miel à forte interaction.

### Pots de miel à faible interaction
Ils sont les plus simples de la famille des pots de miel. Leur but est de recueillir un maximum d’informations tout en limitant les risques en offrant un minimum de privilèges aux attaquants.
On peut ranger, par exemple, la commande netcat dans cette catégorie. Netcat peut écouter un port particulier et enregistrer dans un journal toutes les connexions, ainsi que les commandes entrées. Ce programme permet donc d'écrire dans un fichier toutes les commandes entrées par des agresseurs. Cependant, ce type d’écoute reste très limité car il faut exécuter la commande pour chaque port que l'on souhaite observer.
Dans la même famille, on peut citer :
- Honeyd (en), de Niels Provos (en), qui est un pot de miel virtuel capable d’émuler des machines ou un réseau virtuel dans le but de leurrer les hackers. C’est l’un des pots de miel à faible interaction qui offre le plus de possibilités. Cependant, il ne permet pas de simuler tous les paramètres du système, ce qui le rend facilement repérable[6].
- Specter, qui permet d’émuler des services classiques (web, FTP, etc.). Il ne permet pas à l’attaquant l'accès total à un système d’exploitation, ce qui limite son intérêt.

### Pots de miel à forte interaction
Ce type de pot de miel peut être considéré comme le côté extrême du sujet puisqu’il repose sur le principe de l’accès à de véritables services sur une machine du réseau plus ou moins sécurisée.
Les risques sont beaucoup plus importants que pour les pots de miel à faible interaction. Il apparaît donc nécessaire de sécuriser au maximum l’architecture du réseau pour que l’attaquant ne puisse pas rebondir et s’en prendre à d’autres machines.
Les deux grands principes d’un tel pot de miel sont :
- le contrôle de données : pour observer le maximum d’attaques, le pot de miel à forte interaction doit accepter toutes les connexions entrantes et au contraire limiter les connexions sortantes pour éviter tout débordement. Cependant, il ne faut en aucun cas interdire toutes les connexions sortantes pour ne pas alerter l'attaquant. Un bon compromis entre sécurité et risque de découverte du leurre est donc nécessaire.

- la capture des données : avec un pare-feu ou un système de détection d'intrusion (SDI).
  - le pare-feu permet de loguer et de rediriger toutes les tentatives d’attaque aussi bien internes qu’externes.
  - le SDI permet d’enregistrer tous les paquets circulant pour pouvoir reconstruire la séquence d’attaque. Il peut permettre également, grâce aux iptables, de rediriger les paquets compromis vers le pot de miel. Il vient donc en complément d’un pare-feu et sert également de sauvegarde au cas où celui-ci tomberait.
  - les informations générées seront redirigées vers une machine distante et non stockées sur la machine compromise en raison du risque de compromission de ces données.

Il faut également relever l’existence de pots de miel plus spécifiques comme les pots de miel anti-spam ou anti-virus.

## Projets en cours
Un grand nombre de projets sur les pots de miel ont vu le jour pour collecter des informations sur les outils utilisés par les attaquants, leurs méthodes d’attaque et les failles de sécurité qu’ils exploitent, mais aussi et surtout leurs motivations.

### The Honeypot Project
The Honeypot Project a pour objectifs :
- de faire prendre conscience de la réalité des menaces provenant d’Internet ;
- de donner toutes les informations nécessaires pour améliorer la protection des ressources ;
- de diffuser ses outils et stimuler la recherche pour accroître leur potentiel de recherche.

### Autres projets
On notera aussi d'autres projets intéressants :
- HOSUS (HOneypot SUrveillance System), de Lance Spitzner ;
- Honeypots : Monitoring and Forensics, de Ryan Barnet ;
- Florida Honeynet Project ;
- (en) Network of Affined Honeypots (NoAH) Project.
- Le projet MHN (Modern Honey Network) permet de déployer et gérer plusieurs solutions de pot de miel. Il est distribué sous licence GNU GPL.
- Le projet T-Pot ((Deutsche Telekom AG Honeypot Project)) permet de déployer et gérer plusieurs solutions de pot de miel. Il s'intègre avec Elasticsearch, Logstash, Kibana.